# Colón, Entre Ríos

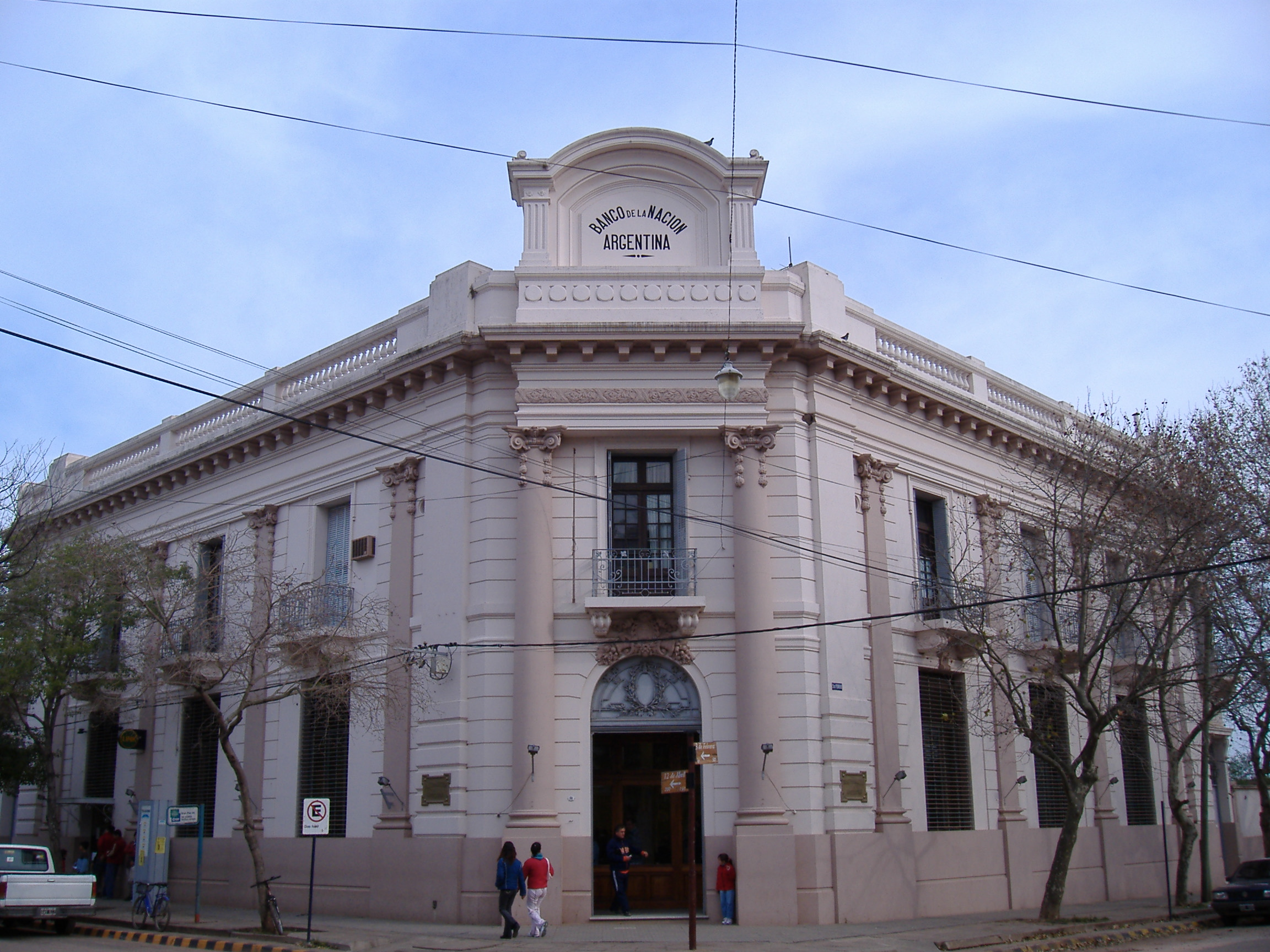
Chi nhánh Colón của Ngân hàng nhà nước.

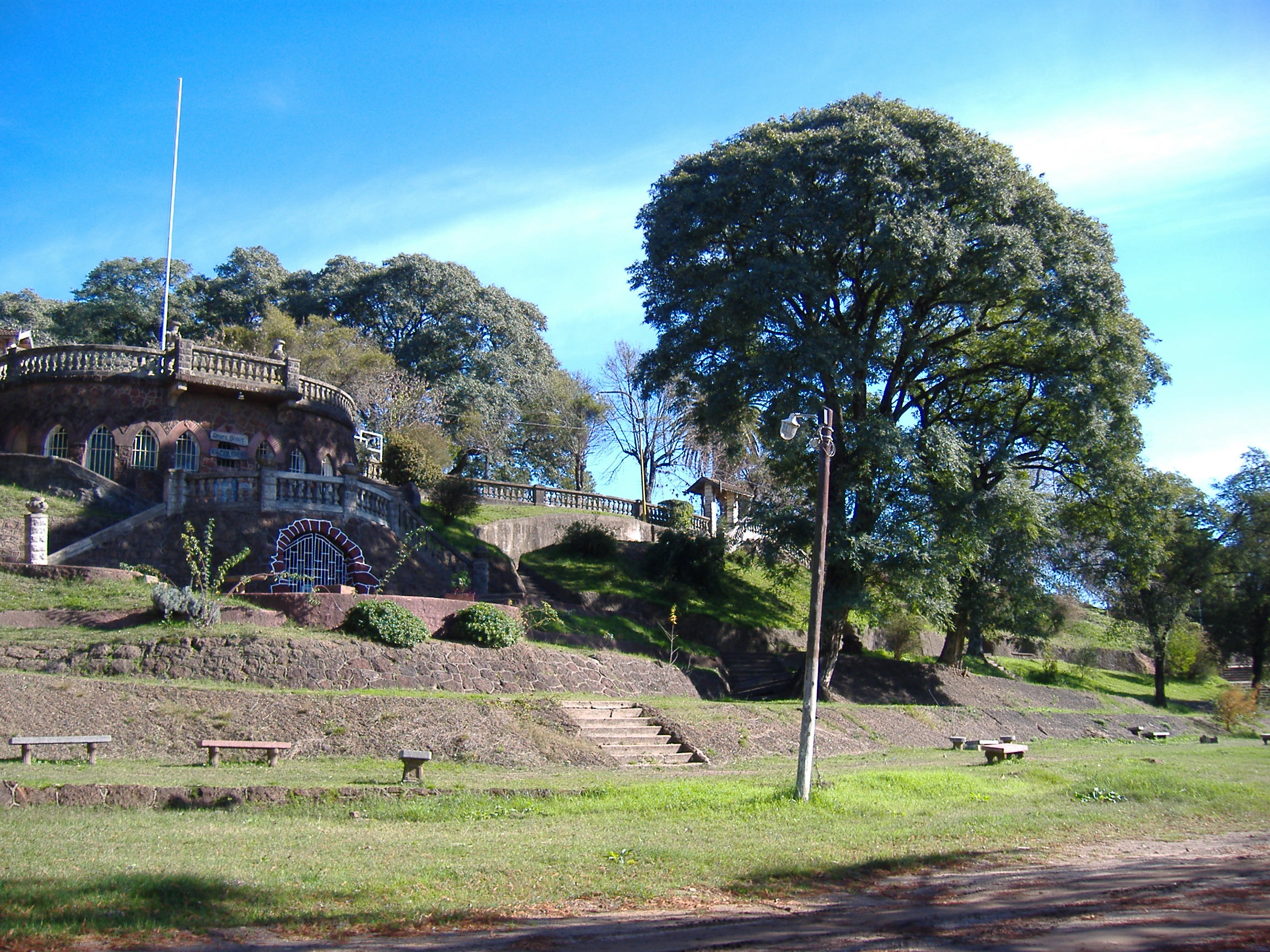
Công viên Quirós.

Colón là một thành phố trong tỉnh Entre Ríos, Argentina. Nó nằm ở phía đông của tỉnh, bên bờ phía tây của sông Uruguay, và có khoảng 21.000 cư dân (tổng điều tra năm 2001 của [INDEC]). Thành phố này nằm bên sông Uruguay, kết nối với Paysandú của Uruguay thông qua cầu General Artigas.
Thành phố được thành lập năm 1863 bởi tướng Justo José de Urquiza, cựu caudillo của Caudillo của Entre Ríos và sau đó là tổng thống hợp hiến đầu tiên của Argentina.
Colón là trung tâm của một vùng du lịch quan trọng. Mặc dù nó là một thành phố tương đối nhỏ, nhưng lại có các khách sạn khách sạn, sòng bạc, và các khu cắm trại tốt. Nó cũng có cơ sở suối nước nóng và các cơ sở liên quan. Các thị trấn lân cận cho phép tham quan di tích lịch sử quy mô nhỏ, vì chúng chủ yếu tạo ra như là thuộc địa nông nghiệp của người nhập cư châu Âu (đặc biệt là từ Thụy Sĩ).
Trong khu vực Colón (khoảng 60 km từ thành phố) là Vườn quốc gia El Palmar, một khu bảo tồn lớn loài cây cọ Yatay (Syagrus yatay), chính thức được biết đến như Palmar de Colón. Palacio San José, nơi ở của tướng Urquiza và nay là di tích quốc gia, cũng gần Colón, gần thành phố Concepción del Uruguay hơn.